# Драганов, Пётр Данилович
Пётр Дани́лович Драга́нов (1 [13] февраля 1857, Комрат, Бендерский уезд, Бессарабская область — 7 февраля 1928, Комрат, Бессарабия) — российский библиограф, филолог, этнограф, историк. По происхождению бессарабский болгарин.

## Биография
Родился 1 (13) февраля 1857 года в селе Комрат, Бендерского уезда, Бессарабской области (ныне — город Комрат, столица Гагаузии) в небогатой семье болгарских колонистов.
В 1875 году окончил Болгарское центральное училище в Комрате.
С 1875 по 1877 годы обучался в Кишинёвской прогимназии и Кишинёвской гимназии, а с 1877 по 1880 год — в Харьковской 2-й гимназии, по окончании которой поступил в Харьковский университет. В 1882 году перешел в Санкт-Петербургский университет, который окончил в 1885 году со степенью кандидата. В Санкт-Петербурге работал под руководством В. И. Ламанского.
С 1885 по 1887 гг. преподавал всеобщую историю, церковно-славянский язык, болгарский язык и литературу, латынь и географию в Болгарской экзархийской гимназии в Салониках. Неоднократно присылал из Македонии корреспонденции, которые публиковались в «Изв. Петерб. Славянского общества», «ЖМНП» и других русских изданиях. В 1887 году покинул Салоникскую гимназию и вернулся в Россию.
В 1887—1895 гг. — учитель русского языка и литературы в училищах и гимназиях Комрата, Севастополя (c 1890 года — Севастопольское реальное училище), Кишинёва (с 1893 года преподавал русский язык в Кишиневской женской гимназии).
1 января 1896 года зачислен младшим помощником библиотекаря в Рукописное отделение Императорской Публичной библиотеки с возложением обязанностей заведующего разрядом славян, и Галицко-русских княжеств Рукописного отделения.
Испытывал тяжелые материальные затруднения, в связи с чем 25 октября 1904 года был вынужден уволиться из Публичной Библиотеки и вернуться на преподавательскую работу в Комратское реальное училище.
В 1904—1926 годы служил инспектором, директором в училищах и гимназиях Астрахани, Самарской губернии, Кагула, Болграда.

## Научная деятельность
Знал многие западно-европейские языки, практически все славянские языки, румынский, греческий языки, латынь. Под влиянием лекций В. И. Ламанского увлёкся деятельностью Кирилла и Мефодия.
Пребывание в Салониках, ознакомление со многими районами Балканского полуострова позволило собрать богатый материал по языкам, литературе, этнографии, истории местного населения.

В ЖМНП (апр. 1888 г.) увидела свет статья Драганова «Новый труд по этнографии Македонских славян», представлявшая собой резко-критическую рецензию на франкоязычную книгу А. Офейкова «La Macedoine au point de vue ethnographique, historique et philologique» (Philippopoli, 1887). В конце статьи Драганов писал: 
Если, сверх того, и мне удастся издать составленный мною македонский сборник, содержащий в себе 100 нумеров текстов, добытых в Македонии из 105 населённых пунктов, то можно сказать, что всеми этими материалами уничтожатся крупные проблемы по македонской диалектологии.
 Обещание своё он сдержал. Уже в следующем, 1889 году Драганов представил в Совет ИРГО рукописный «Сборник этнографических материалов по Македонии». Который был удостоен серебряной медали ИРГО. Через 5 лет это сочинение вышло под названием «Македонско-славянский сборник» (Вып. 1. СПб., 1894). В нём была озвучена ключевая мысль Драганова, что Македония представляет собой отдельную этнографическую область Балкан, а славянские македонские говоры составляют самостоятельный македонский язык. Сборник вызвал многочисленные дискуссионные отклики в России и в южно-славянских странах. В Санкт-Петербурге драгановскую концепциию критиковал видный славист П. Л. Лавров.
Драганов опубликовал ряд статей и библиографических указателей о распространении и влиянии русской литературы на Балканах (преимущественно в Болгарии), в Западной Европе. Работал над составлением «Всеобщей Кирилло-Мефодиевской библиографии», указателей литературы о Македонии, Афонской горе, Фракии, Иллирии, Албании, писал рецензии. Часть работ осталась в рукописях.
В 1905 году вышел «Новый сборник статей по славяноведению, составленный и изданный учениками В. И. Ламанского при участии их учеников по случаю 50-летия его учебно-литературной деятельности», в котором Пётр Драганов опубликовал библиографические труды Ламанского и материалы для его биографии.
Автор более 40 научных и библиографических работ. Составил Пушкиниану на 50 иностранных языках, указатель переводов И. А. Крылова, Л. Н. Толстого на иностранные языки, указатель литературы о русских государственных деятелях, композиторах, писателях и др.
Совместно с В. И. Ламанским редактировал 22 том «Записок этнографического отделения Императорского РГО» (1894), участвовал в составлении болгарско-русского словаря, составил и опубликовал указатель «Bessarabiana» (1911), включающий книги, статьи, рукописи на русском, молдавском и иностранном языках, вышедшие за 100 лет.